# 佩列霍季
49°2′32″N 25°48′54″E / 49.04222°N 25.81500°E
佩列霍季（烏克蘭語：Переходи），是烏克蘭的村落，位於該國西部捷爾諾波爾州，由喬爾特基夫區負責管轄，面積2.42平方公里，2014年人口662，人口密度每平方公里312.7人。